# Boscarla d'arrossar
La boscarla dels arrossars o buscarla dels arrossars a les illes o xitxarra dels arrossars al País Valencià (Acrocephalus agricola), és una espècie d'ocell de la família dels acrocefàlids (Acrocephalidae), dins l'ordre dels passeriformes. La boscarla de Manxúria (Acrocephalus tangorum) va ser en el passat considerada una subespècie de la dels arrossars.
Cria en zones de clima temperat de l'Àsia central. Migrant en hivern cap al Pakistan i l'Índia. La seva presència als Països Catalans, i a l'Europa occidental en general, és esporàdica. Aquesta espècie viu entre la vegetació baixa, com herba alta, joncs i camps d'arròs. Pon 4 - 5 ous en un niu fet entre la pastura.
És la menor de les boscarles, fent 12 - 13.5 cm de llargària. L'adult és de color marró pàl·lid per sobre, amb el ventre beix. Una banda superciliar blanquinosa, i bec curt i punxegut. Els sexes són idèntics, com la majoria de les espècies del gènere. Com la majoria de les boscarles, són insectívors.
El cant és ràpid i semblant al de la boscarla menjamosquits (A. palustris), malgrat que més feble i rítmic.

## Llistat de subespècies
Se n'han distingit dues subespècies:
- Acrocephalus agricola agricola (Jerdon) 1845.
- Acrocephalus agricola septimus (Gavrilenko) 1954.